# Parafunzione
Le parafunzioni sono quell’insieme di attività di muscolatura volontaria, secondo meccanismi fisiologicamente normali, che non hanno obiettivi funzionali e sono potenzialmente dannose.
Seppur normali, quando si ripetono cronicamente questi comportamenti portano a disordini occlusali.
Esempi di parafunzioni sono: bruxismo (digrignamento e serramento), succhiamento del pollice e posizionamento anormale della mandibola.